# Entrada de les croades a Constantinoble
Entrada de les croades a Constantinoble (en francès, L'entrée des croisés à Constantinople o La prise de Constantinople par les croisés) és una pintura del romàntic francès Eugène Delacroix que es troba al museu del Louvre, a París. El quadre evoca un episoci cèlebre de la Quarta Croada a la qual els croats catòlics van ocupar per segona vegada la ciutat assetjada de Constantinoble, el 12 d'abril de 1204.
La pintura mostra Balduí I de Constantinoble encapçalant una processó a través dels carrers de la ciutat després de l'assalt, rodejat d'habitants de Constantinoble agenollats per demanar-li clemència.
La lluminositat i l'ús del color d'aquesta pintura estan molt influenciats pels grans pintors europeus anteriors al segle xix que va estudiar Delacroix, com per exemple Paolo Veronese. Tanmateix, quan la pintura va exhibir-se al Saló de París el 1841, Le Constitutionnel es va queixar d'aquells colors tan apagats i terrosos. Tampoc els va agradar la manca de contorns definits ni aquella composició caòtica i retorçada, i és que aleshores el romanticisme a la pintura encara era controvertit i massa nou com per a ser apreciat per tothom.